# I Look to You (singolo)
I Look to You è un brano musicale scritto da R. Kelly e cantato da Whitney Houston per l'album I Look to You del 2009, dal quale è stato estratto come primo singolo negli Stati Uniti il 23 luglio 2009.

## Descrizione
Inizialmente la rivista Vibe Magazine aveva annunciato che il primo singolo ad essere estratto dall'album sarebbe stato I Didn't Know My Own Strength, scritto da Diane Warren e prodotto da David Foster. Durante le settimane seguenti Clive Davis aveva speculato sulla possibilità che il primo singolo sarebbe stato Call You Tonight. Alla fine sul sito ufficiale di Whitney Houston è stato confermato che per gli Stati Uniti la title track dell'album è il primo singolo e per l'Europa è stato scelto Million Dollar Bill come apripista al nuovo album.
I Look to You è uno dei due brani scritti da R. Kelly ad essere inseriti nell'album, ed è prodotto da Tricky Stewart e Harvey Mason, Jr. Il singolo è stato trasmesso in anteprima sulle radio americane il 23 luglio ed in Italia il 4 agosto 2009, in seguito è stato ufficialmente distribuito esclusivamente negli Stati Uniti il 27 luglio 2009. Il 30 luglio, appena una settimana dopo il debutto il brano è apparso nella classifica Billboard Hot R&B/Hip-Hop Chart alla posizione numero 74.

## Video musicale
Il video tratto dal singolo è stato mostrato in anteprima esclusiva il 10 settembre 2009 sul sito ufficiale della cantante. 

## Versione del 2012
Il brano è stato ripubblicato a settembre 2012 come primo singolo estratto dall'album postumo I Will Always Love You: The Best of Whitney Houston, che sarà pubblicato a novembre 2012. In questa nuova versione il brano I Look to You è interpretato in duetto con Robert Kelly.

## Cronologia delle pubblicazioni
| Paese       | Data              | Formati            | Etichetta      |
| ----------- | ----------------- | ------------------ | -------------- |
| Stati Uniti | 23 luglio 2009    | Anteprima mondiale | Arista         |
| Stati Uniti | 27/31 luglio 2009 | Airplay            | Arista         |
| Stati Uniti | 27/31 luglio 2009 | Download gratuito  | Arista         |
| Austria     | 27/31 luglio 2009 | Sony Music         |                |
| Canada      | 27/31 luglio 2009 | Arista Records     |                |
| Germania    | 27/31 luglio 2009 | Sony Music         |                |
| Italia      | 27/31 luglio 2009 | Sony Music         |                |
| Spagna      | 27/31 luglio 2009 | Sony Music         |                |
| Svezia      | 27/31 luglio 2009 | Sony Music         |                |
| Stati Uniti | 4 agosto 2009     | Download digitale  | Arista Records |
| Italia      | 4 agosto 2009     | Download digitale  | Sony Music     |
| Spagna      | 4 agosto 2009     | Download digitale  | Sony Music     |
| Francia     | 4 agosto 2009     | Download digitale  | Sony Music     |
| Inghilterra | 4 agosto 2009     | Download digitale  | Sony Music     |
| Germania    | 4 agosto 2009     | Download digitale  | Sony Music     |

## Classifiche
| Classifica (2009)                       | Posizione più alta |
| --------------------------------------- | ------------------ |
| U.S. Billboard Hot R&B/Hip-Hop Songs    | 19                 |
| U.S. Billboard Adult Contemporary Songs | 23                 |
| U.S. Billboard Hot 100                  | 70                 |